# Rauvolfia semperflorens
Rauvolfia semperflorens là một loài thực vật có hoa trong họ La bố ma. Loài này được (Müll.Arg.) Schltr. miêu tả khoa học đầu tiên năm 1906.